# Josep Cassú i Serra
Josep Cassú i Serra (Bordils, 23 de juliol del 1941) és músic, compositor de sardanes i professor de música. Va ser director de les cobles Els Montgrins, La Principal de la Bisbal i La Flama de Farners. És pare del també músic i compositor Francesc Cassú i Jordi.

## Biografia
Descendent d'una nissaga de músics, els Grau de Bordils, estudià al Conservatori del Liceu, a Barcelona. També rebé lliçons de piano de Josep Viader, de fiscorn de Lluís Palet, i de Conrad Saló (música de cobla, en general). Exercí de fiscornaire a diverses formacions, fins que el 1963 s'incorporà com a instrumentista i director a la cobla Montgrins, on romangué fins a l'any 1977. D'allí passà com a fiscornaire i director a la Cobla La Principal de la Bisbal, en què substituí un director prestigiós, en Conrad Saló, de forma meritíssima. Ocupà el càrrec 13 anys, fins al 1990. En aquesta tasca el succeí en Josep Maria Surrell (1990-1992), primer, i el seu fill Francesc Cassú i Jordi (1992-), després.
Amb posterioritat, s'incorporà com a director a la cobla La Flama de Farners (1996), on continua en l'actualitat (2008), tasca que complementa amb l'ensenyament al Conservatori de Música Isaac Albéniz de Girona i al col·legi Bell-lloc del Pla, de la mateixa població.
El seu fill Francesc li dedicà la sardana Ferm amor (1992) per commemorar els vint-i-cinc anys de matrimoni de Josep Cassú i la poetessa Carme Jordi.

## Obres
- Les voltes d'en Rosés, havanera per a cobla

### Sardanes
- L'avi Pep (2000), obligada de fiscorn, dedicada a Josep Riumalló
- Capdanser (2006), obligada de tible, dedicada a Sebastià Alba, capdanser de la colla Violetes del Bosc
- Centenària (1988), en ocasió de l'aniversari de la Cobla La Principal de la Bisbal. N'ha fet versió orquestral (2003)
- De vegades penso en Palafrugell (2003), dedicada a Josep Pla
- Dilecte mestre (1980), dedicada a Conrad Saló
- En Lluís de casa (1963)
- Esperit de Principal (1996), obligada de tenora
- Maria Salomé (2011), dedicada a la seva nora, esposa d'en Francesc
- La memòria dels cargols (2000)
- Parella de fet (2003), obligada per a dos fiscorns
- Petit Isaac (2008), dedicada al seu net
- Petit Sergi (2011), dedicada al seu net
- Promesa de tardor (2000), dedicada a l'Agrupació Sardanista Ideal d'en Clavé
- Rebombori d'octubre (2010), dedicada al seu fill Francesc
- Quina canya (2005), obligada per a 2 tenores i 2 tibles
- Ullets blaus (1982)
- La Xefla a Besalú, composta per a tres trompetes
- Maria (1998), dedicada a la seva neta
- La Sardana dels homes (2010)